# يانيك شميد
يانيك شميد (11 مايو 1995 بسويسرا - ) هو لاعب كرة قدم سويسري في مركز الدفاع. لعب مع نادي لوزيرن.

## وصلات خارجية
- يانيك شميد على موقع قاعدة بيانات كرة القدم.إي يو (الإنجليزية)
- يانيك شميد على موقع Soccerway.com (الإنجليزية)
- يانيك شميد على موقع عالم كرة القدم.نت (الإنجليزية)